# Le Gros Caillou (Oisy-le-Verger)

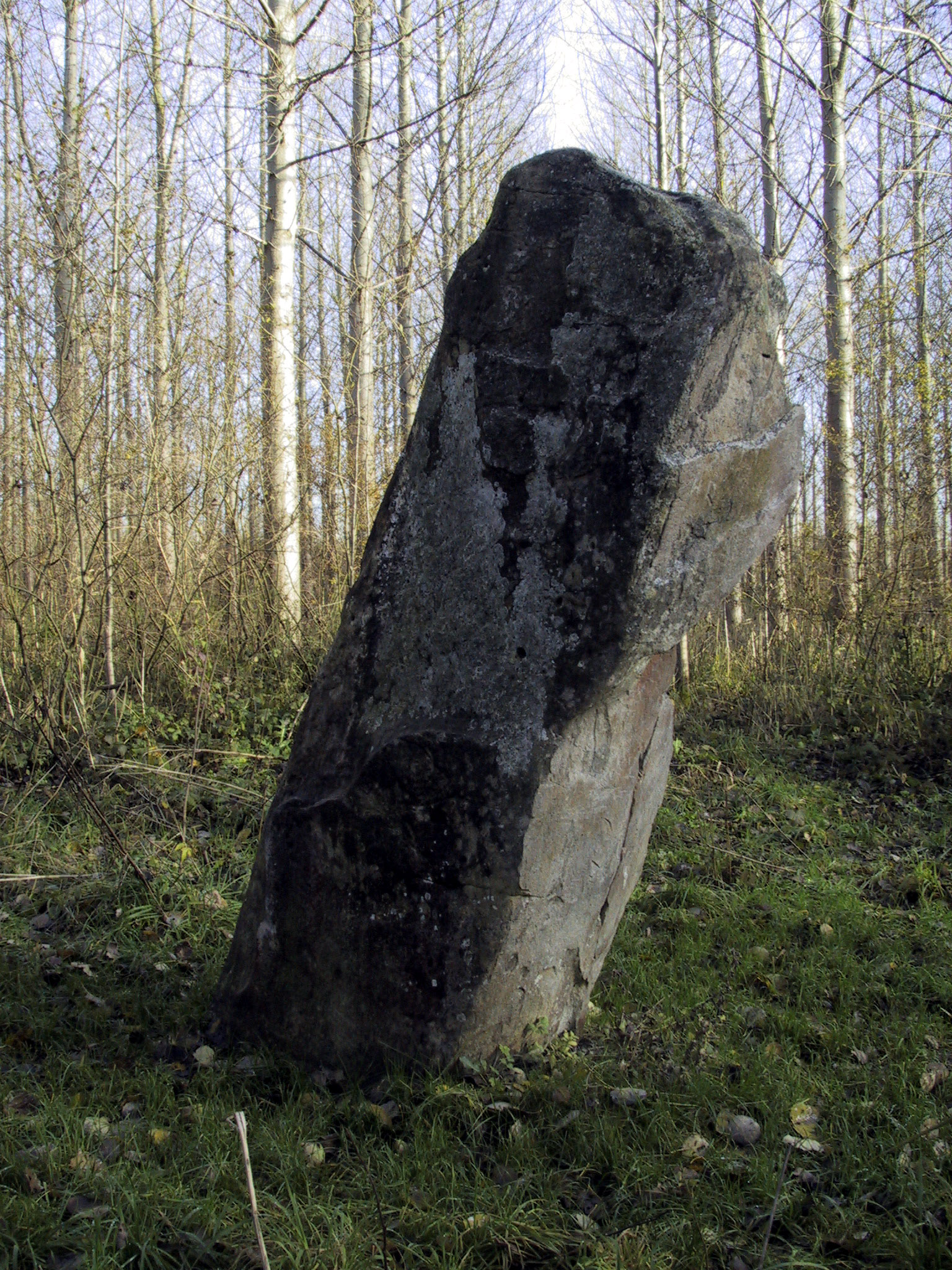
Le Gros Caillou

Der Menhir Le Gros Caillou (deutsch „der große Kieselstein“) steht etwa zwei Kilometer westlich von Oisy-le-Verger bei Douai im Département Pas-de-Calais in Frankreich.
Der 2,9 m hohe und etwa einen Meter breite Menhir aus Sandstein steht im Sumpf des Senséetals. Die Aufstellung in einem Flussbett macht den Zugang besonders in Regenperioden schwierig. Der seit 1981 als Monument historique registrierte Menhir ist umgeben von einem Schilfgürtel. Sein Ursprung geht auf die Jungsteinzeit (5000 bis 2500 v. Chr.) zurück. Die Versumpfung des Landes trat später ein. 
Viele Historiker glauben, dass die hohe Konzentration von Megalithen und ungewöhnlichen Steinen entlang des Senséetals nicht zufällig ist. Im Umkreis von etwa 15 Kilometern gibt es sechs Orte, an denen Menhire, Dolmen oder Wetzsteine gefunden werden. Dies gilt insbesondere für den Menhir von Aubigny-au-Bac, den von Lécluse, den Hamel’s Dolmen, das Polissoir von Féchains und den bizarren Steinkreis Les Sept Bonnettes in Sailly-en-Ostrevent. Weitere Megalithen waren noch im 19. Jahrhundert sichtbar.

## Weitere Objekte dieses Namens
Le Gros Caillou ist auch eines der Wahrzeichen des Bezirks Croix-Rousse in Lyon. Es ist ein großer, harter grau-weißer Stein, dessen mineralogische Zusammensetzung darauf hindeutet, dass der Findling von Gletschern der Alpen nach Lyon transportiert wurde.
Koordinaten: 50° 15′ 11,4″ N, 3° 5′ 38,3″ O